# Nouaceur
Nouaceur (en àrab النواصر, an-Nwāṣir; en amazic ⵏⵡⴰⵚⵕ) és un municipi de la província de Nouaceur, a la regió de Casablanca-Settat, al Marroc. Segons el cens de 2014 tenia una població total de 23.802 persones.